# Вихтрах
Вихтрах (нем. Wichtrach) — коммуна в Швейцарии, в кантоне Берн.
Входит в состав округа Конольфинген. Население составляет 4 084 человека (на 31 декабря 2007 года). Официальный код — 0632.